# 7,65×53mm Mauser

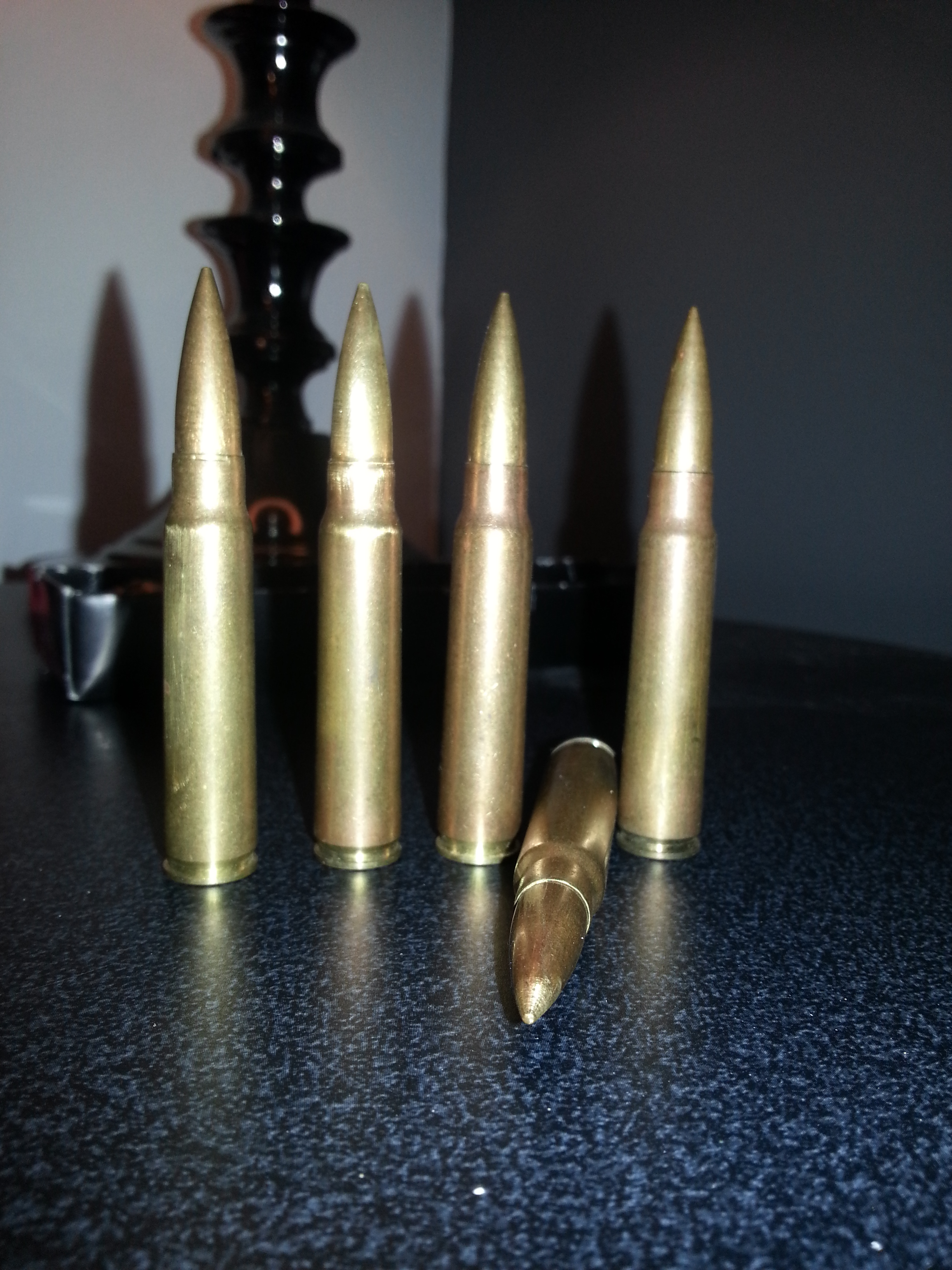
Munição 7,65×53mm Mauser.

O 7,65×53mm Mauser (designado como o 7,65×53 Arg. pelo CIP) é um cartucho de fuzil sem gola de pólvora sem fumaça de primeira geração desenvolvido para uso no fuzil Mauser Modelo 1889 por Paul von Mauser da empresa Mauser. Também é conhecido como 7,65×53mm argentino, 7,65×53mm argentino sem gola, 7,65mm argentino, 7,65×53mm Mauser belga ou 7,65mm belga (nos Estados Unidos) e 7,65×53mm Mauser (na Bélgica).

## História
O 7,65×53mm Mauser foi o resultado de experimentos consideráveis de Paul von Mauser para otimizar o diâmetro da bala para uso com o novo propelente sem fumaça introduzido como Poudre B no padrão 8mm Lebel de 1886, que iniciou uma revolução de munição dos fuzis militares. Na época de seu desenvolvimento, era um cartucho de pólvora sem fumaça de alto desempenho. A julgar pelas dimensões do estojo, ele foi desenvolvido a partir do Patrone 88 anterior, adotado no serviço alemão.
Este cartucho foi carregado comercialmente por muitos fabricantes nos Estados Unidos até cerca de 1936.  A Hornady é o único grande fabricante de munição dos EUA a ainda produzir este cartucho. A munição esportiva desse calibre ainda é carregada na Europa. Norma, Prvi Partizan e Fabricaciones Militares (FM) produzem atualmente munição 7,65×53mm. Os estojos são facilmente formados em latão .30-06; necessitando apenas redimensionar e aparar. Para carregar o cartucho, use dados de carregamento do .303 britânico.

## Dimensões do cartucho
O 7,65×53mm Mauser tem capacidade de estojo de cartucho de 3,70 ml (57,1 grãos H2O). A forma exterior do estojo foi projetada para promover a alimentação e extração confiáveis dos estojos em fuzis ferrolhados e metralhadoras, sob condições extremas.
Dimensões máximas do cartucho CIP 7,65×53mm Mauser. Todos os tamanhos em milímetros (mm).
Os americanos definiriam o ângulo do ombro em alfa/2 ≈ 22,2 graus. A taxa de torção comum para este cartucho é de 280mm (1 em 11,02 polegadas); embora 250mm (1 em 9,84 pol.) também foi usado, veja abaixo, 4 ranhuras, Ø cheios = 7,65mm, Ø ranhuras = 7,92 mm, largura dos cheios = 4,20mm e o tipo de iniciador é um raiamento grande.
De acordo com as decisões oficiais da Commission Internationale Permanente pour l'Epreuve des Armes à Feu Portatives (CIP), o 7,65×53mm Mauser pode suportar até 390.00 MPa (56,565 psi) Pmáx pressão piezo. Nos países membros do CIP, todas as combinações de cartuchos de fuzil devem ser testadas a 125% dessa pressão máxima para certificar a adequação para venda aos consumidores. Isso significa que as armas calibradas em 7,65×53mm Mauser em países regulamentados pela CIP são atualmente (2013) testados à prova em 487.50 MPa (70,706 psi) PE de pressão piezo.
O cartucho americano .308 Winchester é um gêmeo balístico próximo do 7,65×53mm Mauser. O .308 Winchester sendo um cartucho pós-Segunda Guerra Mundial desenvolvido pela Winchester para fornecer desempenho semelhante em um formato de ação de ferrolho curto. 
Devido às dimensões do estojo do cartucho, a produção de latão de 7,65mm pode ser realizada reformando os estojos Springfield .30-06.

## Munição militar

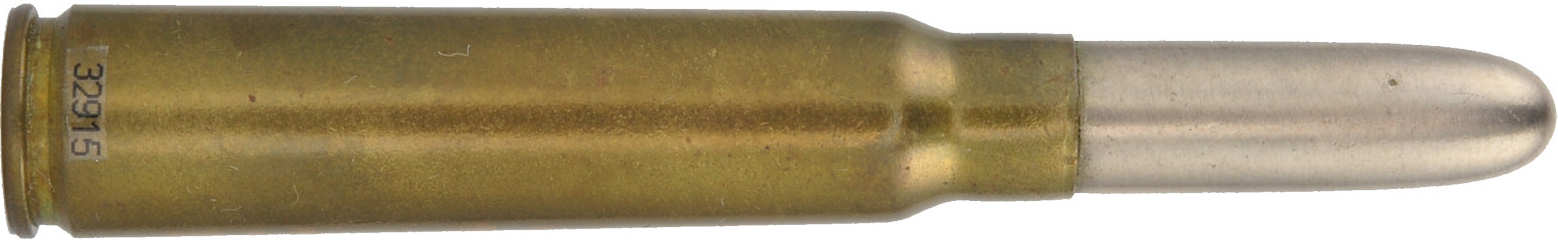
Munição de comum 7,65×53mm Mauser de ponta redonda

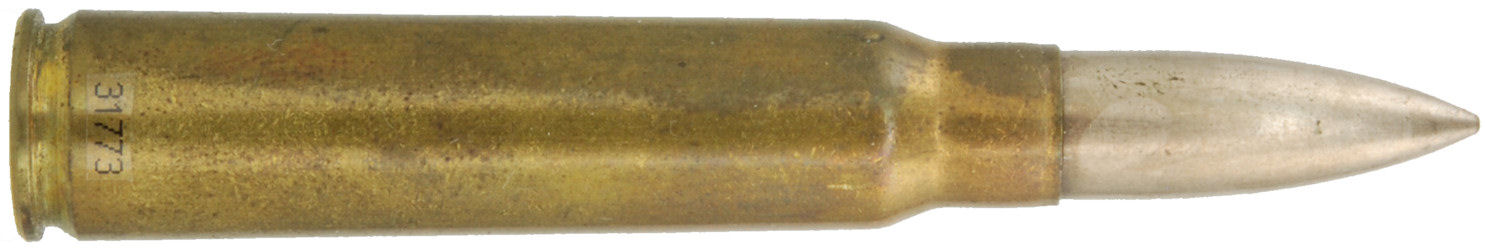
Munição de comum 7,65×53mm Mauser de ponta Spitzer.

A munição comum militar padrão original de 1889 foi introduzida no Mauser Modelo 1889 e carregada com uma bala 13.65 g (210.7 gr) de ponta redonda disparada a uma velocidade inicial de 650 m/s (2,133 ft/s) com 2,884 J (2,127 ft·lbf) de energia inicial (da boca do cano).
Seguindo a liderança dos comandos dos exércitos francês e alemão no desenvolvimento do formato de bala spitzer (com uma ponta pontiaguda), posteriormente a munição comum militar foi carregada com uma bala spitzer 10.00 g (154.3 gr) disparada a uma velocidade inicial de 830 m/s (2,723 ft/s) com 3,445 J (2,541 ft·lbf) de energia inicial de um cano de 589 mm (23.2 in) tornou-se disponível. Tinha um alcance máximo de 3,700 m (4,046 yd). A engenharia reversa da trajetória da frase anterior indica um coeficiente balístico (G1 BC) de aproximadamente 0,34.
Em seguida, a munição comum militar carregada com uma bala spitzer de 11.25 g (173.6 gr) disparada a uma velocidade inicial de 725 m/s (2,379 ft/s) com 2,957 J (2,181 ft·lbf) de energia inicial de um cano de 589 mm (23.2 in) tornou-se disponível. Além de um nariz pontiagudo, este projétil também tinha uma cauda cônica para reduzir ainda mais o arrasto. Tinha um alcance máximo de 5,000 m (5,468 yd). A engenharia reversa da trajetória da frase anterior indica um coeficiente balístico (G1 BC) de aproximadamente 0,55.

## Uso militar

### Usuários
Ao mesmo tempo, o cartucho 7,65×53mm Mauser teve uso militar generalizado. Foi usado por:
- Argentina[5]
- Bélgica[6]
- Bolívia[7]
- Colômbia[8]
- Equador[9]
- Império Otomano[10]
- Paraguai[11]
- Peru[12]
- Espanha[13]

### Armas de fogo calibradas em 7,65×53mm
- Modelo 1871
- Modelo 1889
- Modelo 1890
- Modelo 1891 O passo de torção original dos fuzis argentinos Mauser 1891 era de 250mm (1 em 9,84 pol.).[14]
- Modelo 1893
- Modelo 1903
- Modelo 1905
- Modelo 1907
- Modelo 1909
- Modelo 1927
- Modelo FN 1930
- Vz. 32
- Modelo padrão 1933
- FN Modelo 1935
- Metralhadora Fittipaldi
- Metralhadora Madsen
- Metralhadora Vickers-Berthier Mk.I
- Metralhadora Maxim MG08
- Metralhadora leve Chauchat
- FN Mle1930 / Metralhadora D
- Metralhadora CZ Brno ZB-26
- Metralhadora CZ Brno ZB-30
- Fuzil semiautomático FN modelo 1949

### Citações
1. 1 2 3  C.I.P. TDCC datasheet 7,65 × 53 Arg.
2. ↑  Mauser Rifles and Pistols by W. H. B. Smith
3. ↑  Prvi Partizan Official website
4. 1 2  FN Mauser Model 98 Rifle and Carbine Operator's Manual (PDF), p. 28, cópia arquivada (PDF) em 10 de maio de 2012
5. ↑  Ball 2011, p. 9.
6. ↑  Ball 2011, p. 41.
7. ↑  Ball 2011, pp. 58-61.
8. ↑  Ball 2011, p. 100.
9. ↑  Ball 2011, pp. 127-129.
10. ↑  Ball 2011, p. 377.
11. ↑  Ball 2011, p. 273.
12. ↑  Ball 2011, pp. 287-288.
13. ↑  Ball 2011, p. 335.
14. ↑  «Notes and Statistics of Organization, Armament, and Military Progress Im American and European Armies». 1896